# 墨攻 (電影)
《墨攻》（英語：A Battle of Wits）是2006年的一部古装战争電影，改编自日本作家酒見賢一的同名小說《墨攻》，由中國大陆、香港、台灣、日本、韓國五地合作拍攝，投資額為1600萬美元。片名“墨攻”是酒見賢一根據“墨守”創造出的新詞，海报上的片名由刘德华亲笔题写。

## 剧情
本片是虚構的历史故事：戰國時期强大的趙國想要一举攻打并吞并北边的燕国，而小國「梁城」（虛構，範本是中山國）位居两国之间，为战略要冲，是必取之地。于是赵国派遣大將巷淹中（南韓安聖基飾），率領十萬大軍攻打仅有四千人的「梁城」，梁城王（王志文飾）一面向赵国請降，卻一面向以守城著称的墨家求救。但梁城等到的却是一个其貌不扬、孤身应战的墨家俠客革离（劉德華飾）。
革离足智多謀，指揮梁城四千军民逼退十萬赵军，功成身退。但梁城王認為革离獲取民心，對自己不利，開始猜忌，於是想命將軍牛子張（錢小豪飾）殺死革离，太子梁適（南韓崔始源飾）為了救出革离而犧牲生命。
革离逃出梁城以後，革离的紅粉知己，女將逸悅（范冰冰飾）、好友弓箭營指揮官子團（吳奇隆飾）都被梁城王清算，子團手筋被斬，逸悅被割喉而啞，並等待處決。但巷淹中又來進犯，梁城城破。革離不計前嫌，率領散兵遊勇，以水攻打敗了巷淹中。梁城王趁機復辟，巷淹中不願逃走，被梁城王亂箭射死。逸悅也困在地牢中而溺斃。
梁城王由於倒行逆施，最後被民眾反抗，五馬分屍。「梁城」也被趙國所滅，並於秦滅六國之戰中成為秦朝領土。革离則把許多戰亂產生的孤兒帶走、照顧，並成為墨家的一代俠客。

## 角色
| 演員               | 粵語配音(影碟) | 角色       |
| 劉德華（香港）     | 李學斌         | 革離       |
| 安聖基（南韩）     | 周志輝         | 巷淹中     |
| 范冰冰（中国大陸） |                | 逸悅       |
| 王志文（中国大陸） | 陳永信         | 梁城王     |
| 吳奇隆（台灣）     |                | 子團       |
| 崔始源（南韩）     | 陳欣           | 太子適     |
| 錢小豪（香港）     | 葉振聲         | 牛子張     |
| 午 馬（香港）      | 張炳強         | 梁國司徒   |
| 洪天照             |                | 梁城的將軍 |
| 承惠               |                | 東伯       |
| 葉華               |                | 李樹之妻   |

## 创作
张之亮早在10年前首次看到漫画《墨子攻略》时，就产生了改拍成电影的想法。2005年9月24日，《墨攻》在内蒙古大草原正式开机。2005年10月上旬，在乌兰统旗大草原拍摄第一次战争大场面时，仅一个镜头就用了700名野战兵、拍摄了40多个小时。
2005年10月，剧组转往主要片场地河北易县拍摄。水牢英雄救美的戏是在2005年11月份零下七摄氏度的低温下拍完的，是刘德华和范冰冰有生以来经历的最冷的一次拍摄。2006年2月10日，在易县完成所有拍摄工作。

## 评价
该片上映后，其质朴而真实的历史画面感，丰满的剧情叙述，人性的细致刻画以及由对非正义战争的反抗过程中表达出的浓厚的人性关爱和非攻兼爱思想都得到了诸多影评人的肯定和赞赏，尤其是与过去几年拍摄的经常被批评为华而不实的所谓国产古装大片相比的论调中，它获得了真正有诚意的华语大片的赞誉。
不过刘德华饰演的革离的短发和短胡须的人物造型受到了批评，被认为不符合古人的生活传统。

## 與史實的異同
電影描述梁城是存在於燕趙兩國間的梁城，然而當時是2300年前中國戰國時期。
至於史書記載的梁國，則是位於今日陝西省韓城縣。東周初年，秦襄公因護送周平王東遷有功，他的叔父嬴康為梁伯，封地在韓城，成為梁國。其後於公元前641年被秦穆公滅掉。當時晉惠公兒子“太子圉”（後來的“晉懷公”）的母親家在梁國，史書並記載因梁國被滅而擔心被輕視，曾因此考慮放棄繼承晉國國君。
此外，戰國七雄中的魏國，由於後來遷都大梁，所以歷史也稱“遷都大梁後的魏王”作“梁王”。譬如，孟子曾經參見的梁惠王，就是魏惠王。
春秋时代的晋国有个地方叫“解梁城”（今山西临猗西南）。晋惠公用5座城池贿赂秦国，解梁城就是其中之一。解梁城被秦国併吞后，解梁城居民的后人就以“梁”为姓。
另外，戰國時期，燕趙兩國之間夾著一個中山國。據此，也可以說是以中山國為範本，所虛構出來的故事。

## 票房
香港收获1558万港币，位列香港年度华语片第五位；在中国大陆由于受到之后上映的《满城尽带黄金甲》的巨大冲击，仅收6700万人民币。台湾收50.3万美元，泰国为20.2万美元。由于改编自日本知名漫画，所以吸引了不少日本观众，首周末位列第三位，票房总收入为6.4亿日元约3800万元人民币。全球累计1781万美元。

## 獎項及提名
| 頒獎典禮               | 獎項             | 名單                          | 結果 |
| ---------------------- | ---------------- | ----------------------------- | ---- |
| 第12届香港電影金紫荊獎 | 最佳影片         | 与《放·逐》、《父子》并列得奖 | 獲獎 |
| 第26屆香港電影金像獎   | 最佳導演         | 張之亮                        | 提名 |
| 第26屆香港電影金像獎   | 最佳剪接         | 鄺志良                        | 獲獎 |
| 第26屆香港電影金像獎   | 最佳服裝造型設計 | 佟華苗                        | 提名 |
| 第26屆香港電影金像獎   | 最佳動作設計     | 董瑋                          | 提名 |
| 第26屆香港電影金像獎   | 最佳原創電影音樂 | 川井憲次                      | 提名 |
| 第26屆香港電影金像獎   | 最佳視覺效果     | 鄭耀明、黃宏達、黃宏顯        | 提名 |
| 第26屆香港電影金像獎   | 最佳音響效果     | Steve Burgess、何威           | 提名 |
| 第44届金马奖           | 最佳改编剧本     | 張之亮                        | 提名 |
| 第44届金马奖           | 最佳音效         | Steve Burgess、何威           | 提名 |
| 第44届金马奖           | 最佳动作设计     | 董瑋                          | 提名 |
| 2007年亚洲电影大奖     | 最佳男演员       | 刘德华                        | 提名 |
| 第26届中国电影金鸡奖   | 最佳導演         | 張之亮                        | 提名 |
| 第26届中国电影金鸡奖   | 最佳美術         | 易振洲                        | 獲獎 |

## 外部連結
- Yahoo奇摩電影上《墨攻》的資料（繁體中文）
- 香港影庫上《墨攻》的資料（繁體中文）
- 豆瓣电影上《墨攻》的資料 （简体中文）
- 时光网上《墨攻》的資料（简体中文）
- AllMovie上《墨攻》的资料（英文）
- 爛番茄上《墨攻》的資料（英文）
- 互联网电影数据库（IMDb）上《墨攻》的资料（英文）

| 香港 翡翠台 星期一10:00-1:00節目 | 香港 翡翠台 星期一10:00-1:00節目                                         | 香港 翡翠台 星期一10:00-1:00節目 |
| -------------------------------- | ------------------------------------------------------------------------ | -------------------------------- |
|                                  | 墨攻 （2011年5月2日）                                                    |                                  |
| 明秋喜相逢                       | 午間新聞 （1:00-1:10） 瞬間看地球 （1:10-1:15） 左右紅藍綠 （1:15-1:20） |                                  |